# Distretto della Desna
Il distretto di Desna (in ucraino Деснянський район?, Desnjans'kyj rajon) è uno dei 10 distretti amministrativi in cui è suddivisa la città di Kiev.